# Glycosmis pentaphylla

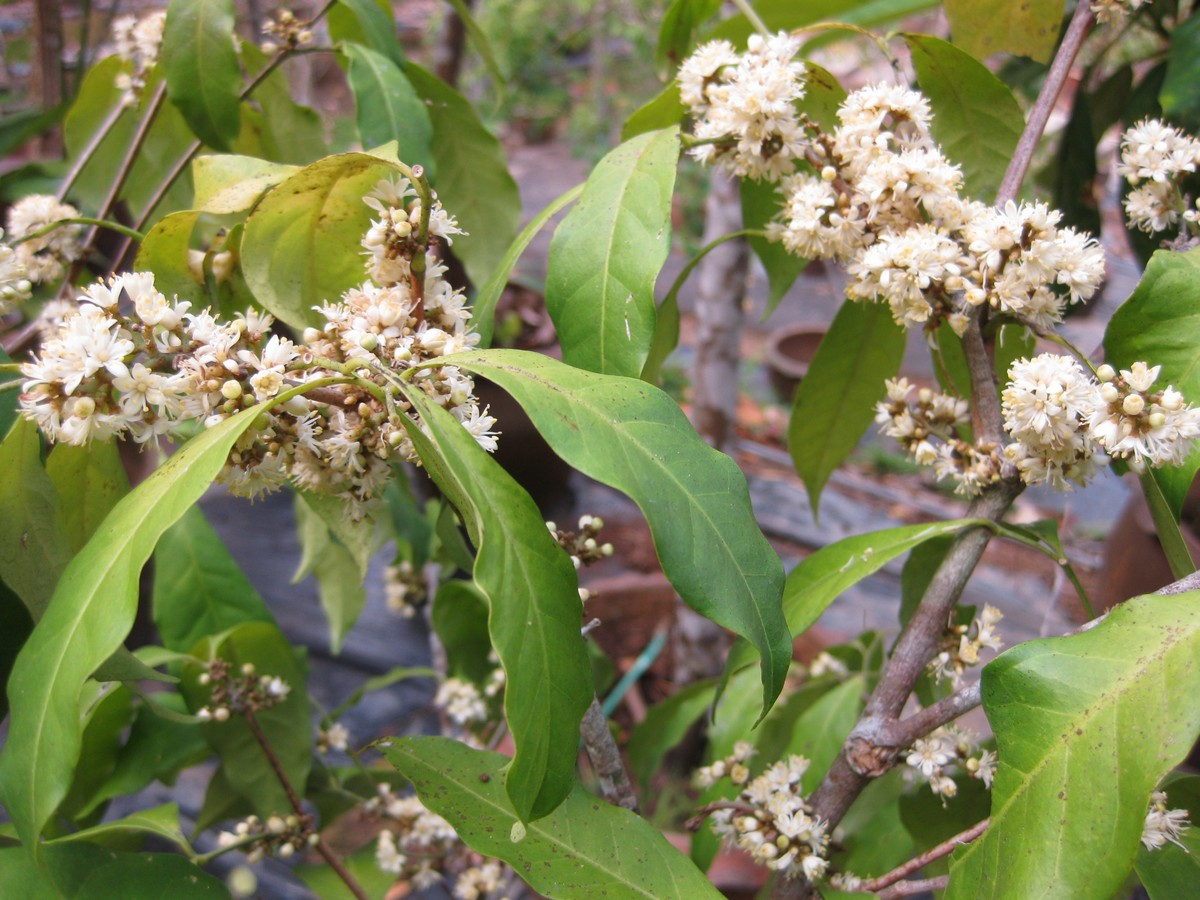
Blütenstand

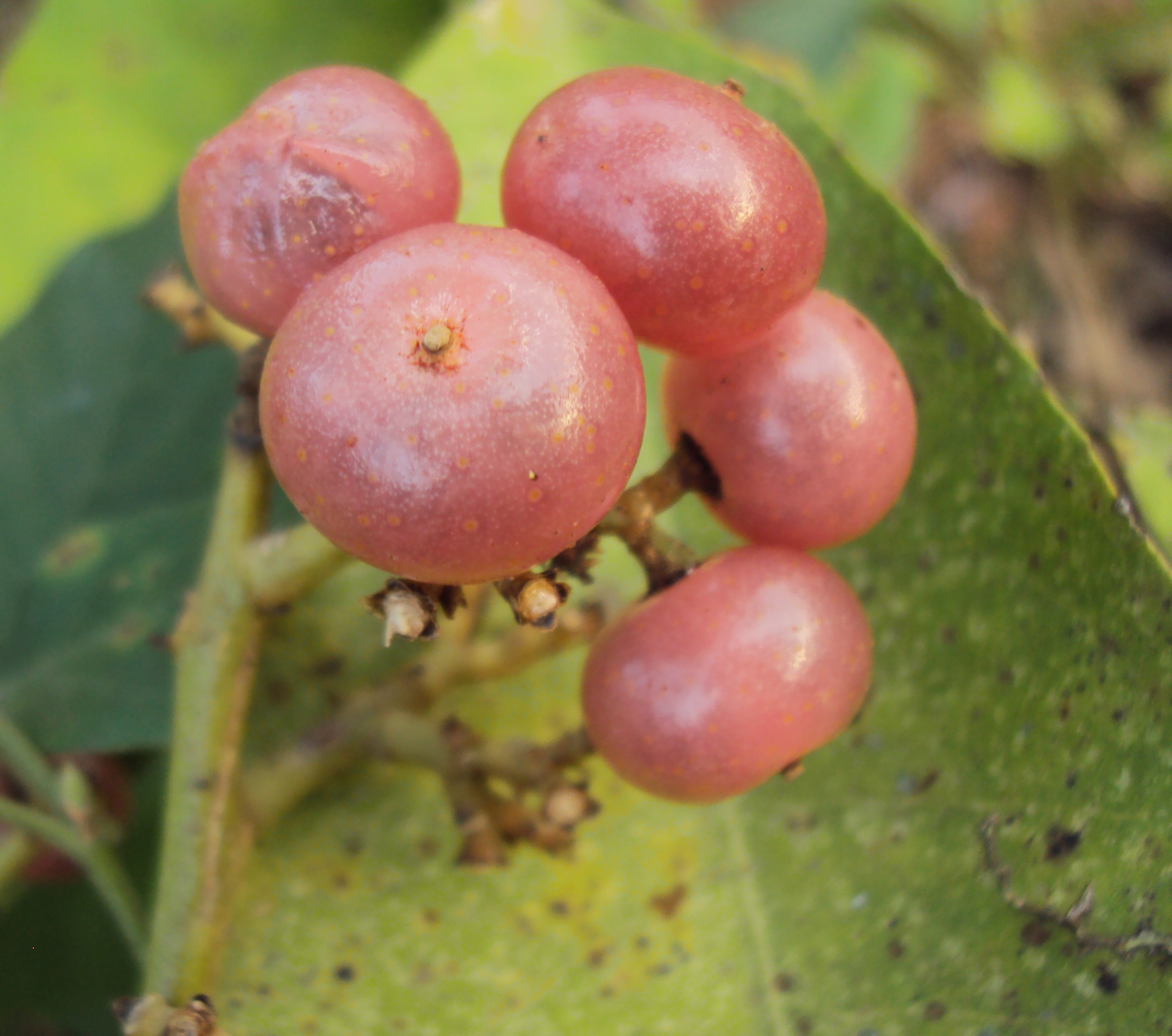
Früchte

Glycosmis pentaphylla ist eine Pflanzenart in der Familie der Rautengewächse aus Indien, Sri Lanka, Nepal bis ins nördlichere Südostasien und das südwestliche China sowie aus den Philippinen bis nach Indonesien.

## Beschreibung
Glycosmis pentaphylla wächst als immergrüner Strauch oder seltener ein kleiner Baum bis etwa 5 Meter hoch.
Die wechselständigen und gestielten Laubblätter sind unpaarig gefiedert mit bis zu 5 Blättchen, manchmal sind sie auch „unifoliolate“ mit nur einem Blättchen. Die kurz gestielten, ganzrandigen bis schwach gesägten oder gezähnten, eiförmigen bis verkehrt-eiförmigen oder elliptischen, spitzen bis stumpfen, kahlen, drüsigen und leicht ledrigen Blättchen sind bis 8–17 Zentimeter lang.
Es werden end- oder achselständige, kurze und dichte Rispen mit traubigen Ästen gebildet. Die kleinen, zwittrigen und kurz gestielten, weißen Blüten sind meist fünfzählig mit doppelter Blütenhülle. Die Kelchblätter sind bis 1,5 Millimeter lang und becherförmig verwachsen mit kleinen, dachigen Zipfeln. Die dachigen Kronblätter sind bis 5 Millimeter groß und verkehrt-eiförmig. Es sind bis zu 10 kurze, abwechselnd etwas längere und kürzere Staubblätter mit abgeflachten Staubfäden und drüsigen Antheren vorhanden. Der mehrkammerige und warzig-drüsige Fruchtknoten mit kurzem Griffel und breiter, kopfiger Narbe ist oberständig. Es ist ein Diskus ausgebildet.
Es werden rundliche und anfangs weißliche, später orange-rosa, etwa 0,9–1,1 Zentimeter große, meist ein- bis zweisamige, feinwarzig-drüsige, dünnfleischige Beeren gebildet. Die rundlichen Samen sind grünlich.

## Verwendung
Die Früchte sind essbar.